# 大島紬
大島紬，即大島綢，一種傳統絲綢製品，產於日本鹿兒島縣奄美群島（原屬琉球王國）。其名稱得自奄美大島，這種手工製絹布，其技術有1500年歷史，可用於製造高級和服及琉裝。

## 歷史
大島紬這種絹布，最早記錄來自於1720年，薩摩藩佔領奄美大島後，明令禁止平民穿著這種服飾。大島紬與黑砂糖，是當時薩摩藩財源的最大支柱。

## 外部連結
- 本場奄美大島紬協同組合（页面存档备份，存于）